# David Savard
Pour les articles homonymes, voir Savard.
David Savard (né le 22 octobre 1990 à Saint-Hyacinthe dans la province de Québec au Canada) est un joueur professionnel canadien de hockey sur glace.

## Biographie
Originaire de St-Hyacinthe, David Savard est repêché par les Blue Jackets de Columbus en quatrième ronde (94e choix au total) du repêchage 2009 de la LNH, après sa deuxième année junior.
À la fin de sa troisième année junior, soit la saison 2009-2010, il remporte le trophée Émile-Bouchard remis au meilleur défenseur défensif de la LHJMQ, ainsi que le trophée Kevin-Lowe remis au meilleur défenseur de la LHJMQ. Il termine également meilleur compteur parmi les défenseurs de la LHJMQ en établissant un record de la ligue pour le nombre de passes pour un défenseur. Il participe cette même année à la Super Série Subway, portant les couleurs du Québec dans ce tournoi réservé aux meilleurs joueurs canadiens d'âge junior et reçoit le trophée décerné au meilleur défenseur de la Ligue canadienne de hockey (LCH), reconnaissant la remarquable saison qu'il venait de disputer avec les Wildcats de Moncton.
L'année suivante, bien qu'encore éligible à porter les couleurs d'une équipe junior, les Blue Jackets de Columbus lui demandent de se rendre à Springfield où évolue leur équipe filiale de la Ligue américaine. Le 3 juin 2010, il signe un premier contrat professionnel d'une durée de trois ans, à deux volets. David Savard défend donc les couleurs des Falcons de Springfield de la Ligue américaine de hockey au cours de la saison 2010-2011 où il finit premier compteur des défenseurs de son équipe et deuxième parmi les défenseurs recrues de la ligue.
Il joue son premier match dans la Ligue Nationale au cours de la saison 2011-2012 et y marque son premier but le 2 février 2012 contre Nicklas Bäckström du Wild du Minnesota et termine la saison après avoir disputé 31 matchs dans la LNH à l'âge de 21 ans. En décembre 2012, peu de temps avant la fin du lock-out, il subit une blessure à l'abdomen. Ayant pris la décision de retarder l'opération pour jouer dans la Ligue nationale, il a la difficulté à patiner à cause de la souffrance et évolue principalement dans la LAH en 2012-2013 et ne joue que 4 des 48 matchs des Blue Jackets dans la LNH.
En 2013, il subit une opération et, après avoir accepté un contrat d'un an et participé au camp d'entraînement des Blue Jackets, il commence la saison 2013-2014 avec eux.
Le 10 avril 2021, il est échangé par Columbus au Lightning de Tampa Bay dans un échange à trois équipes incluant également les Red Wings de Détroit. Les Blue Jackets obtiennent de Tampa Bay un choix de premier tour en 2021 et d'un choix de troisième tour au repêchage 2022. Détroit envoie Brian Lashoff au Lightning et reçoit leur choix de quatrième tour en 2021.
Il remporte la Coupe Stanley 2021 avec Tampa Bay.
Le 28 juillet 2021, après avoir remporté la coupe Stanley avec le Lightning, Savard signe un contrat de quatre ans avec les Canadiens de Montréal. Ce contrat, consenti par le directeur général des Canadiens, Marc Bergevin, lui vaut 14 millions $, soit 3,5 millions $ annuellement. Il marque son premier but dans l'uniforme du Tricolore le 28 décembre 2021 en déjouant le gardien de but Maxime Lagacé du Lightning de Tampa Bay.
Le 29 janvier 2022, on annonce que Savard sera absent pour une période de huit semaines en raison d'une blessure à la cheville.
En 2024, David Savard reste dans l'équipe des Canadiens de Montréal avec un prolongement de son contrat, mais annonce le 18 avril 2025, qu'il va prendre sa retraite après les séries éliminatoires 2025.

## Statistiques

### En club
| Saison     | Équipe                   | Ligue          |     | Saison régulière | Saison régulière | Saison régulière | Saison régulière | Saison régulière | Saison régulière |   | Séries éliminatoires | Séries éliminatoires | Séries éliminatoires | Séries éliminatoires | Séries éliminatoires | Séries éliminatoires |
| Saison     | Équipe                   | Ligue          | PJ  | B                | A                | Pts              | Pun              | +/-              | PJ               | B | A                    | Pts                  | Pun                  | +/-                  |                      |                      |
| 2007-2008  | Drakkar de Baie-Comeau   | LHJMQ          | 35  | 1                | 6                | 7                | 22               | -2               | -                | - | -                    | -                    | -                    | -                    |                      |                      |
| 2007-2008  | Wildcats de Moncton      | LHJMQ          | 32  | 0                | 5                | 5                | 18               | -19              | -                | - | -                    | -                    | -                    | -                    |                      |                      |
| 2008-2009  | Wildcats de Moncton      | LHJMQ          | 68  | 9                | 35               | 44               | 33               | +29              | 10               | 5 | 5                    | 10                   | 10                   | +9                   |                      |                      |
| 2009-2010  | Wildcats de Moncton      | LHJMQ          | 64  | 13               | 64               | 77               | 36               | +32              | 21               | 1 | 14                   | 15                   | 8                    | +20                  |                      |                      |
| 2010       | Wildcats de Moncton      | Coupe Memorial | -   | -                | -                | -                | -                | -                | 3                | 1 | 1                    | 2                    | 2                    | -4                   |                      |                      |
| 2010-2011  | Falcons de Springfield   | LAH            | 72  | 11               | 32               | 43               | 18               | -6               | -                | - | -                    | -                    | -                    | -                    |                      |                      |
| 2011-2012  | Falcons de Springfield   | LAH            | 44  | 4                | 18               | 22               | 72               | +6               | -                | - | -                    | -                    | -                    | -                    |                      |                      |
| 2011-2012  | Blue Jackets de Columbus | LNH            | 31  | 2                | 8                | 10               | 16               | 0                | -                | - | -                    | -                    | -                    | -                    |                      |                      |
| 2012-2013  | Falcons de Springfield   | LAH            | 60  | 5                | 26               | 31               | 40               | +12              | 8                | 2 | 3                    | 5                    | 8                    | -4                   |                      |                      |
| 2012-2013  | Blue Jackets de Columbus | LNH            | 4   | 0                | 0                | 0                | 0                | -3               | -                | - | -                    | -                    | -                    | -                    |                      |                      |
| 2013-2014  | Blue Jackets de Columbus | LNH            | 70  | 5                | 10               | 15               | 28               | +2               | 6                | 0 | 4                    | 4                    | 4                    | +2                   |                      |                      |
| 2014-2015  | Blue Jackets de Columbus | LNH            | 82  | 11               | 25               | 36               | 71               | 0                | -                | - | -                    | -                    | -                    | -                    |                      |                      |
| 2015-2016  | Blue Jackets de Columbus | LNH            | 65  | 4                | 21               | 25               | 45               | -7               | -                | - | -                    | -                    | -                    | -                    |                      |                      |
| 2016-2017  | Blue Jackets de Columbus | LNH            | 74  | 6                | 17               | 23               | 44               | +33              | 5                | 0 | 1                    | 1                    | 4                    | -4                   |                      |                      |
| 2017-2018  | Blue Jackets de Columbus | LNH            | 81  | 4                | 12               | 16               | 32               | +2               | 6                | 0 | 0                    | 0                    | 0                    | 0                    |                      |                      |
| 2018-2019  | Blue Jackets de Columbus | LNH            | 82  | 8                | 16               | 24               | 36               | +19              | 10               | 1 | 2                    | 3                    | 4                    | -1                   |                      |                      |
| 2019-2020  | Blue Jackets de Columbus | LNH            | 68  | 0                | 11               | 11               | 35               | -3               | 10               | 0 | 3                    | 3                    | 2                    | -4                   |                      |                      |
| 2020-2021  | Blue Jackets de Columbus | LNH            | 40  | 1                | 5                | 6                | 24               | -19              | -                | - | -                    | -                    | -                    | -                    |                      |                      |
| 2020-2021  | Lightning de Tampa Bay   | LNH            | 14  | 0                | 0                | 0                | 0                | -8               | 20               | 0 | 5                    | 5                    | 6                    | 0                    |                      |                      |
| 2021-2022  | Canadiens de Montréal    | LNH            | 62  | 3                | 14               | 17               | 36               | -22              | -                | - | -                    | -                    | -                    | -                    |                      |                      |
| 2022-2023  | Canadiens de Montréal    | LNH            | 62  | 3                | 17               | 20               | 40               | -14              | -                | - | -                    | -                    | -                    | -                    |                      |                      |
| 2023-2024  | Canadiens de Montréal    | LNH            | 60  | 6                | 18               | 24               | 24               | -1               | -                | - | -                    | -                    | -                    | -                    |                      |                      |
| 2024-2025  | Canadiens de Montréal    | LNH            | 75  | 1                | 14               | 15               | 36               | -8               | 5                | 0 | 1                    | 1                    | 0                    |                      |                      |                      |
| Totaux LNH | Totaux LNH               | Totaux LNH     | 870 | 54               | 188              | 242              | 467              |                  | 62               | 1 | 16                   | 17                   | 20                   |                      |                      |                      |

### En équipe nationale
| Année | Équipe | Compétition          |    | PJ | B | A | Pts | Pun | +/-           |  | Résultat |
| 2015  | Canada | Championnat du monde | 10 | 0  | 4 | 4 | 6   | +10 | Médaille d'or |  |          |

## Trophées et honneurs personnels

### Ligue de hockey junior majeur du Québec
- 2009-2010 : 
  - récipiendaire du trophée Émile-Bouchard
  - récipiendaire du trophée Kevin-Lowe
  - remporte la Coupe du président avec les Wildcats de Moncton
  - nommé dans la Première équipe d'étoiles de la saison
  - nommé défenseur de l'année de la LCH

### Ligue nationale de hockey
- 2020-2021 : vainqueur de la coupe Stanley avec le Lightning de Tampa Bay

### Canadiens de Montréal
- 2022-2023 : récipiendaire du trophée Jacques-Beauchamp[Note 1].